# Zone volcanique nord des Andes
| \| Localisation des Colombie (volcans) en Colombie \| Azufral Cerro Bravo Cerro Machín Cerro Negro de Mayasquer Cumbal Doña Juana Galeras Ndo del Huila Ndo del Quindío Ndo del Ruiz Ndo del Tolima Ndo el Cisne Petacas Puracé Romeral Santa Isabel Sotará |
| Localisation des Colombie (volcans) en Colombie |

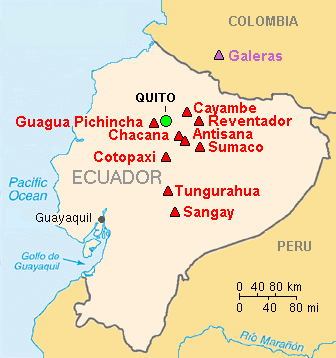
Carte des principaux volcans d'Équateur.

La zone volcanique nord des Andes est un arc volcanique continental d'Amérique du Sud faisant partie de la ceinture volcanique andine et plus généralement de la ceinture de feu du Pacifique. Elle regroupe l'intégralité des volcans colombiens et des Andes équatoriennes, soit les volcans compris entre les latitudes 6° nord et 3° sud. Ces volcans situés dans la cordillère des Andes sont nés de la subduction de la plaque de Nazca sous la plaque des Andes du Nord.